# 瀨能氏櫛鱗鰨
瀨能氏櫛鱗鰨為輻鰭魚綱鰈形目鰨亞目鰨科的其中一種，分布於西太平洋馬來西亞海域，棲息深度可達17公尺，體長可達4.3公分，棲息在底層水域，生活習性不明。